# Ветер (Хесен)
Ветер (њем. Wetter (Hessen)) град је у њемачкој савезној држави Хесен. Једно је од 22 општинска средишта округа Марбург-Биденкопф. Према процјени из 2010. у граду је живјело 9.195 становника. Посједује регионалну шифру (AGS) 6534021.

## Географски и демографски подаци
Ветер се налази у савезној држави Хесен у округу Марбург-Биденкопф. Град се налази на надморској висини од 220 метара. Површина општине износи 104,6 km². У самом граду је, према процјени из 2010. године, живјело 9.195 становника. Просјечна густина становништва износи 88 становника/km².

## Међународна сарадња
| Мјесто      | Држава   | Врста сарадње | Од    |
| ----------- | -------- | ------------- | ----- |
| Острозебеке | Белгија  | партнерство   | 1976. |
| Дојчкројц   | Аустрија | партнерство   | 1982. |
| Извор       |          |               |       |